# 浑源窑乡
浑源窑乡，是中华人民共和国内蒙古自治区乌兰察布市丰镇市下辖的一个乡镇级行政单位。

## 行政区划
浑源窑乡下辖以下地区：
浑源窑村、棋杆梁村、天花板村、老官坟村、石嘴村、二道边村和西施沟村。